# Chinchani
Chinchani es una  ciudad censal situada en el distrito de Palghar en el estado de Maharashtra (India). Su población es de 13646 habitantes (2011). Se encuentra a 83 km de Thane y a 25 km de Palghar.

## Demografía
Según el censo de 2011 la población de Chinchani era de 13646 habitantes, de los cuales 8765 eran hombres y 4671 eran mujeres. Chinchani tiene una tasa media de alfabetización del 82,95%, superior a la media estatal del 82,34%: la alfabetización masculina es del 89,53%, y la alfabetización femenina del 75,61%.